# Euphorbia portlandica
Euphorbia portlandica es una especie fanerógama perteneciente a la familia de las euforbiáceas. Es endémica del oeste de Europa.

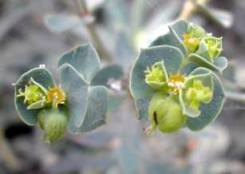
Inflorescencia

## Descripción
Es una planta perenne, glabra, glauca. Tiene tallos que alcanzan un tamaño de hasta 10 cm de altura, escasamente ramificados en la base. Las hojas miden de 8-13 x 2,5-3,5 mm, son oblanceolado-oblongas, enteras, subagudas.  Inflorescencia con (2-) 4-5 radios divididos dicotómicamente l(-4) veces. Glándulas amarillas, con 2 cuernos a veces bilobados. El fruto en cápsulas de  3 x 3,5 mm, marcadamente surcadas, con 2 bandas longitudinales de papilas en cada cavidad. Semillas de 1,8-1,9 x 1,4 mm, ovoideo-oblongoideas, irregulares y ligeramente alveoladas, grises. Tiene un número de cromosomas de 2n = 16. Florece y fructifica de abril a junio.

## Distribución y hábitat
Se encuentra en los arenales marítimos, pastos de las dunas secundarias y terciarias, más rara en roquedos y acantilados de la costa. Se distribuye por el litoral atlántico de Europa, desde Gibraltar hasta Normandía, sudoeste de Escocia e Irlanda.

## Taxonomía
Euphorbia portlandica fue descrita por Carlos Linneo y publicado en Species Plantarum 458. 1753.
Etimología
Euphorbia: nombre genérico que deriva del médico griego del rey Juba II de Mauritania (52 a 50 a. C. - 23), Euphorbus, en su honor – o en alusión a su gran vientre –  ya que usaba médicamente Euphorbia resinifera. En 1753 Carlos Linneo asignó el nombre a todo el género.
portlandica: epíteto
Sinonimia
- Allobia portlandica (L.) Raf.
- Esula portlandica (L.) Haw.
- Euphorbia fallax Deysson
- Euphorbia imbricata Vahl
- Euphorbia purpurascens Schousb.
- Euphorbia segetalis var. litoralis Lange
- Euphorbia segetalis var. portlandica (L.) Fiori
- Galarhoeus imbricatus (Vahl) Haw.
- Tithymalus declinatus Moench
- Tithymalus imbricatus (Vahl) Klotzsch & Garcke
- Tithymalus portlandicus (L.) Hill[4]